# L'istruttoria è chiusa: dimentichi
L'istruttoria è chiusa: dimentichi è un film del 1971 diretto da Damiano Damiani, tratto dal romanzo Tante sbarre di Leros Pittoni.

## Trama
In attesa di giudizio, l'architetto Vanzi finisce in prigione con l'accusa di omicidio colposo e omissione di soccorso, in seguito ad un incidente stradale. Una volta dentro vivrà sulla propria pelle l'esperienza del carcere dovendosi districare tra i metodi repressivi delle guardie, la violenza dei compagni di cella e le amicizie sincere e non. In carcere farà amicizia con Pesenti, in custodia cautelare in attesa del processo per aggressione nei confronti di un capo ingegnere responsabile del crollo di una diga che ha causato 1000 morti. Vanzi verrà coinvolto in un complotto ai danni di Pesenti testimone scomodo alla criminalità organizzata, fatto passare per suicidio, con la complicità delle guardie. Per qualche tempo Vanzi tenterà di far conoscere la verità, ma alla fine, rendendosi conto che la propria liberazione è condizionata dall'acquiescenza, finirà con l'avallare la tesi del suicidio del compagno di cella. Questa cosa gli permetterà di uscire in tempi rapidi dal carcere.

## Contesto storico
Il 9 ottobre 1963 alle 22:37 un fronte di 2.7 km del Monte Toc precipitava nell'invaso artificiale del Vajont. Si formarono due onde, una di queste scavalcò la diga e raggiunse il paese di Longarone. I morti saranno 1917. 
I processi conseguenti al disastro provarono che erano state elaborate delle perizie che evidenziavano la presenza di una paleofrana sul Monte Toc, provarono inoltre che le perizie furono trascurate con il fine di mettere in esercizio l'impianto.
La paleofrana evidenziata si sarebbe potuta riattivare durante l'esercizio della diga e generare un'onda catastrofica per l'impianto e per i paesi sottostanti. La SADE era proprietaria dell'impianto fino al 14 marzo 1963 poi passato all'Enel. Nel 1971 si concludeva il processo di cassazione relativo al disastro del Vajont. 